# Régis Colombo
Pour les articles homonymes, voir Colombo (homonymie).
Régis Colombo (né le 2 avril 1969, à Montreux, dans le Canton de Vaud) est un photographe indépendant suisse.

## Prix
- 2004 : mention spéciale du Prix du château de Chatagneréaz 2004 pour les images du livre Vignobles suisses
- 2004 : prix « Monographie et études spécialisées à caractère promotionnel » de l'Organisation internationale de la vigne et du vin attribué au livre de Régis Colombo (photographies) et Pierre Thomas (textes)
- 2004 : « Gourmand World Cookbook Awards 2003 » du meilleur livre mondial de photographies dans le domaine du vin pour les photographies de Vignobles suisses, décerné à Barcelone
- 2006 : premier Prix Edmond de Rothschild, destiné à récompenser « un ouvrage sur le vin édité en Suisse », remis par Nadine de Rothschild au photographe Régis Colombo et au journaliste Pierre Thomas, à Genève
- 2013 Le GRAND “photo” du Grand Prix Romand de la Création Le «GRAND» catégorie PHOTO a été décerné à Régis Colombo pour ses portraits parus dans la revue Mémoire Vive sur la forêt du Jorat et ses personnalités et acteurs, les Brigands du Jorat.

## Expositions
- 2017, France, Arles Galerie Project’images, Festival Voies Off 22ème édition
- 2017, Miami USA Galerie Mark Hachem, Art Wynwood Art Fair
- 2017, Miami USA Galerie Mark Hachem, Art Palmbeach Art Fair
- 2016, Miami USA Galerie Mark Hachem, Scope Miami Art Fair
- 2016, Vevey, Suisse   LAC (Local d’Art  Contemporain)
- 2016, Genève, Suisse    Krisal Galerie, Genève
- 2016, Genève, Suisse    La Réserve Hôtel
- 2016,  Zurich, Suisse     Hôtel 5* Baur au Lac
- 2015, New York    Galerie Vivendi,  Affordable Art Fair, NYC
- 2015, Genève, Suisse    Krisal Galerie, Genève, exposition collective
- 2015, Paris, France     Galerie Mark Hachem, exposition collective
- 2015, Genève, Suisse    New Art Day – Starling Hotel Geneva, exposition collective
- 2014, Paris, France, fotofever Paris, exposition individuelle
- 2014, Lausanne, Suisse, Galerie Swiss Art Space, exposition individuelle
- 2014, Zürich, Suisse,Salon d’Art Contemporain, exposition individuelle
- 2014, Zürich, Suisse, Photobastei, exposition collective
- 2014, Bâle, Suisse, Scope Art Basel, S Artspace Gallery NYC, exposition individuelle
- 2014, Kiev, Ukraine, Canaction Festival, exposition individuelle
- 2014, La Chaux-de-Fonds, Suisse, Nuit de la Photo, projection «Zanzibar»

- 2013 du 3 au 6 octobre 2013, New York, Affordable Art Fair

- 2013 du 6 au 10 novembre 2013, Montreux / Suisse, Montreux Art Gallery Art Fair

- 2013 du 4 septembre au 7 octobre 2013, Genève / Suisse, Cité du Temps, exposition individuelle

- 2013 du 13 mars au 24 aout 2013, Lausanne / Suisse, Raccurt & Partners, exposition individuelle

- 2013 du 17 janvier au 14 février 2013, Lausanne / Suisse, La place suisse des arts, expo collective

- 2012 du 13 au 30 décembre 2012, New York, S Art Gallery, exposition avec 4 photographes 2012 du 7 au 11 novembre

- 2012, Montreux / Suisse, Montreux Art Gallery Art Fair 2012 du 4 au 7 octobre

- 2012, New York, Affordable Art Fair

- 2012 du 29 avril au 27 mai 2012, Hauterive / Suisse, Galerie 2016, exposition individuelle

- 2011 du 9 décembre au 30 mars 2012, New York, S Art Gallery, exposition individuelle

- 2011 du 26 mai au 18 août 2011, Lausanne / Suisse, La place suisse des arts, expo individuelle

- 2011 du 29 avril au 3 mai, Genève, artbygeneve, foire internationale de l’art contemporain

- 2011 du 12 au 21 mars, Lausanne, Salon art et formes, foire de l’art et du design

- 2011 Exposition individuelle ”reportage“ dans les galeries FNAC suisses à Lausanne et Genève

- 2010 du 26 novembre au 11 décembre, Paris, Sparts Gallery, exposition individuelle

- 2010 du 23 au 28 novembre, Genève, Festival Project’Images 2010, exposition collective

- 2010 du 28 avril au 2 mai, Genève, artbygeneve, foire internationale de l’art contemporain

- 2010 d’avril à décembre, Vevey / Suisse, Musée suisse de l’appareil photographique expo collective

- 2010 du 6 au 14 mars, Lausanne, Salon art et formes, foire de l’art et du design

- 2009 du 22 octobre au 10 nov., Paris, Sparts Gallery, exposition collective avec cinq photographes

- 2009 du 31 août au 13 septembre, Paris, Hôtel de Ville de Paris, exposition collective

- 2008 du 22 juin au 22 juillet, Chine, ”World Photojournalism Festival“ exposition individuelle

- 2005 Exposition individuelle dans les galeries FNAC suisses sur Zanzibar et le Sahara

- 2002 Genève, Organisation Mondiale de la Propriété Intellectuelle (OMPI) exposition collective

- 1997 Exposition portraits de jazz pendant le Cully Jazz Festival

- 1996 Exposition portraits d’Asie aux galerie du cinéma à Lausanne

- 1993 Exposition collective “BLUES” à la galerie du Labyrinthe à Lausanne

- 1993 Dia Night Sélection projection de diapositives à Lausanne

- 1993 Exposition portraits de jazz pendant le Cully Jazz Festival